# Színesfémek

## Jellemzőik
A színesfém a 4,5 g/cm3-nél nagyobb sűrűségű, nemesfémnek és nagy olvadáspontúnak nem nevezhető nemvasfémek gyűjtőneve. A német buntmetall szó tükörfordítása. Ide tartozik pl. a réz, nikkel, króm, ólom, ón, cink, higany.

## Felhasználásuk
A színesfémek mindazok, amelyekből hiányzik a vas vagy elhanyagolható mennyiségű vas van. Ezeket különböző tömegarányokban olyan ötvözetek előállítására használják, amelyek jobb fizikai tulajdonságokkal rendelkeznek, mint az egyes fémek.
Így kristályszerkezeteik és fémes kölcsönhatásaik a színesfém ötvözet alkalmazásának sarokkövei. Ezek a tiszta fémek azonban kevesebb felhasználási lehetőséget találnak, mivel nagyon érzékenyek és reaktívak. Emiatt az ötvözetek alapjaként és adalékaként működnek a legjobban.